# Uncinia laxiflora
Uncinia laxiflora là loài thực vật có hoa trong họ Cói. Loài này được Petrie miêu tả khoa học đầu tiên năm 1885.